# Delage Type T

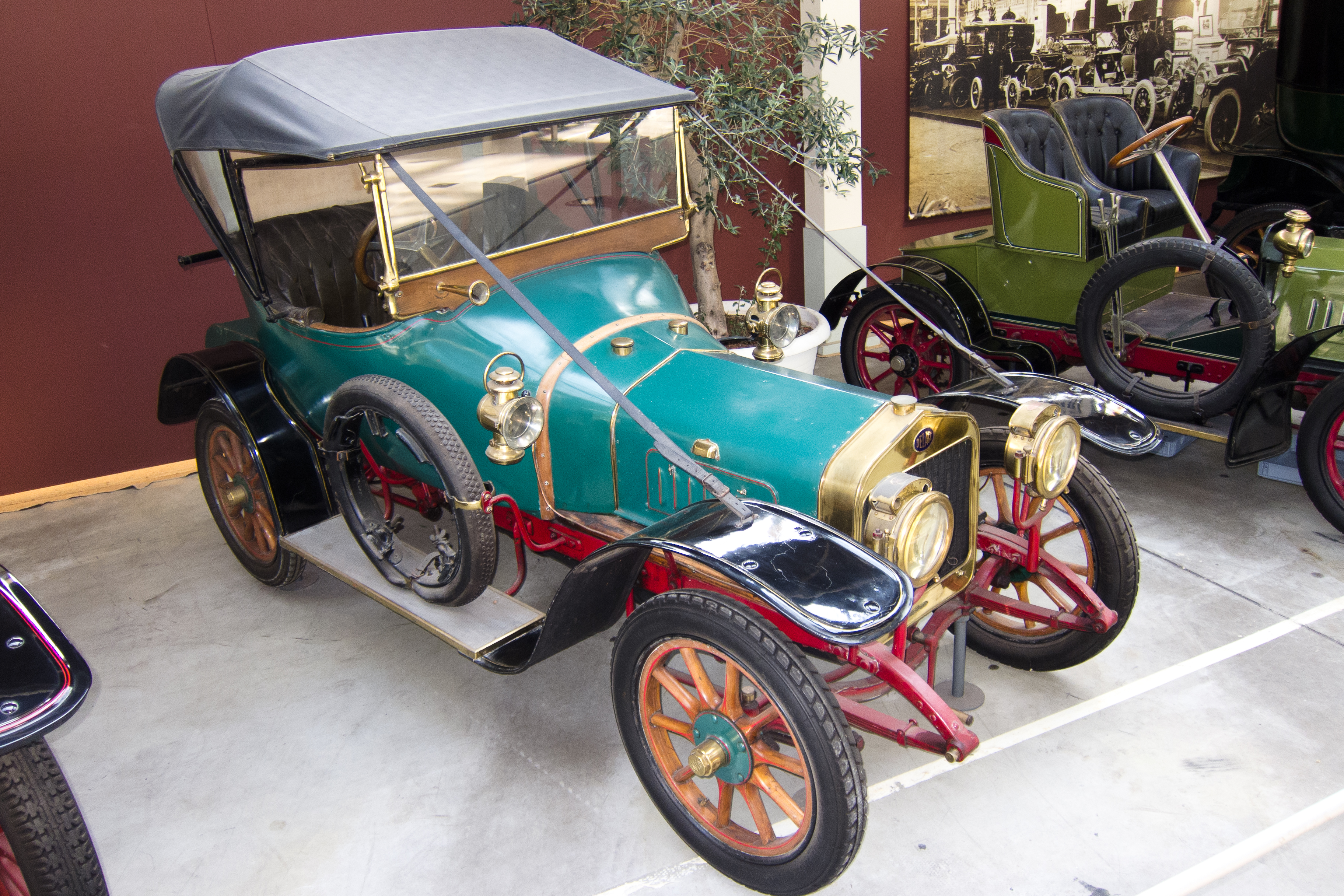
Delage Type T

Der Delage Type T war ein frühes Personenkraftwagenmodell der französischen Marke Delage. Der Hersteller bezeichnete es als Voiturette.

## Beschreibung
Die nationale Zulassungsbehörde prüfte das Fahrzeug mit der Nummer 2129 und der Motorennummer 2022 und erteilte am 14. Januar 1910 die Genehmigung. Delage bot das Modell von 1911 bis 1913 an. Vorgänger war der Delage Type L. 
Ein Vierzylindermotor von Établissements Ballot vom Typ 4 G 2 trieb die Fahrzeuge an. Er hatte 62 mm Bohrung und 110 mm Hub. Das ergab 1328 cm³ Hubraum. Er war mit 8 Cheval fiscal eingestuft und leistete 13 PS.
Das Fahrgestell hatte 1160 mm Spurweite und 2250 mm Radstand. 
Einzige bekannte Karosserieform war ein offener Zweisitzer in der Übergangszeit vom Phaeton zum Torpedo.

## Stückzahlen und überlebende Fahrzeuge
Peter Jacobs vom Delage Register of Great Britain erstellte im Oktober 2006 eine Übersicht über Produktionszahlen und die Anzahl von Fahrzeugen, die noch existieren. Seine Angaben zu den Bauzeiten weichen in einigen Fällen von den Angaben der Buchautoren ab. Stückzahlen zu den Modellen vor dem Ersten Weltkrieg sind unbekannt. Für dieses Modell bestätigt er die Bauzeit von 1911 bis 1913. Es existieren noch sieben Fahrzeuge.